# Coptopsylla bairamaliensis
Coptopsylla bairamaliensis är en loppart som beskrevs av Wagner 1928. Coptopsylla bairamaliensis ingår i släktet Coptopsylla och familjen Coptopsyllidae. Inga underarter finns listade i Catalogue of Life.